# Tsouiska språk

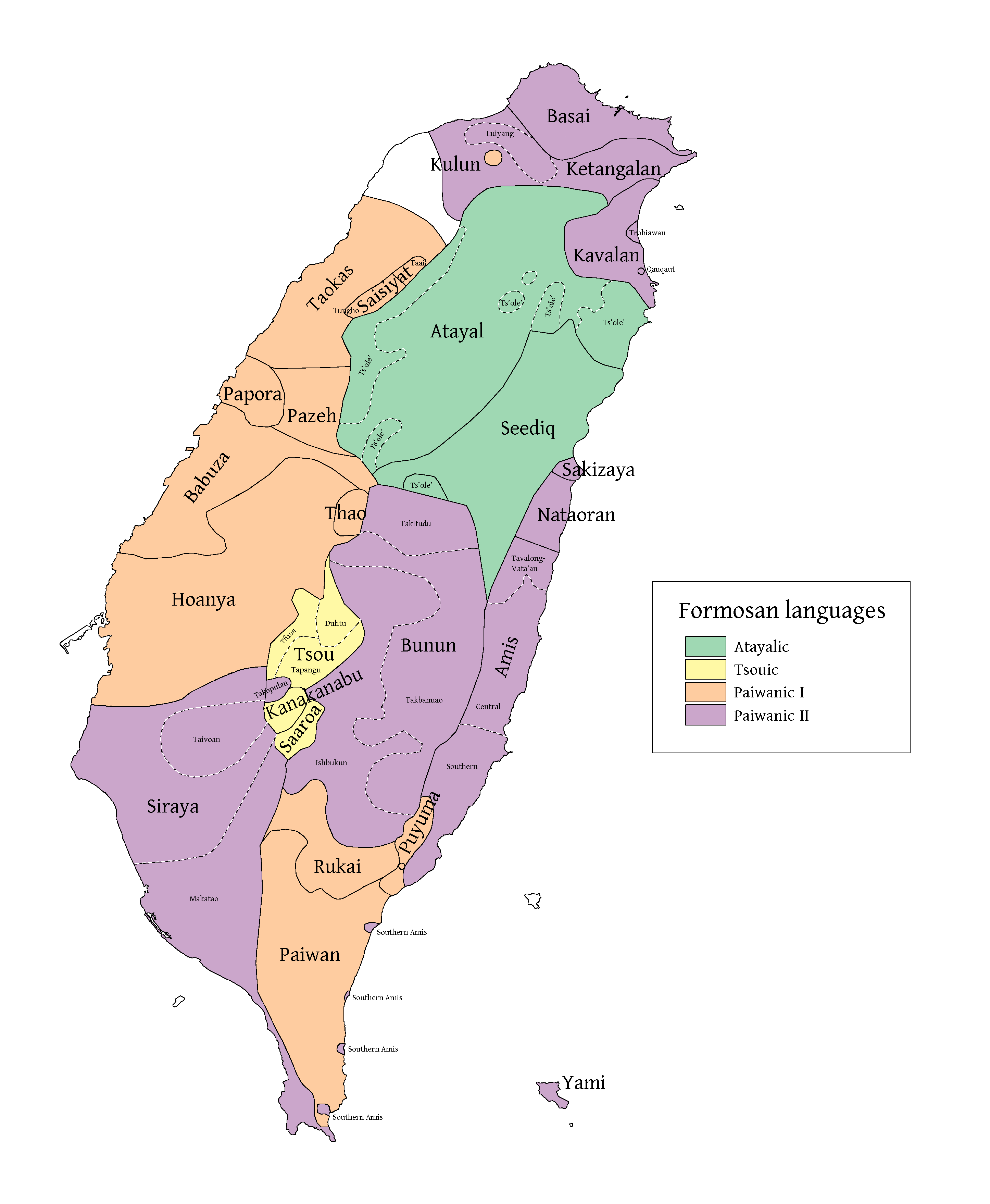
Tsouiska språk i gul i mitten av Taiwan.

Tsouiska språk är en grupp av språk inom den austronesiska språkfamiljen. Tsouiska språk talas i södra delar av Taiwan..
Gruppen består av tre individa språk:
- Tsou
- Saarao
- Kanakanabu